# Liljeborgia polosi
Liljeborgia polosi is een vlokreeftensoort uit de familie van de Liljeborgiidae. De wetenschappelijke naam van de soort is voor het eerst geldig gepubliceerd in 1991 door Barnard, Karaman.